# Uwe Daßler
Uwe Daßler (ur. 11 lutego 1967 w Ebersbach) – niemiecki pływak. Trzykrotny medalista olimpijski z Seulu.
Reprezentował Niemiecką Republikę Demokratyczną. Specjalizował się w stylu dowolnym. Zawody w 1988 były jego jedynymi igrzyskami. Triumfował na dystansie 400 metrów (pobił rekord świata), był trzeci na 1500 metrów kraulem. Sięgnął po srebro w sztafecie stylem dowolnym. W 1986 zdobył srebro na mistrzostwach świata na dystansie 400 metrów. Był wielokrotnym medalistą mistrzostw Europy (złoto na 400 i 1500 m kraulem w 1985, 400 m w 1987) i mistrzem NRD.